# Zwarte steltkluut
De zwarte steltkluut (Himantopus novaezelandiae) is een sterk bedreigde vogel behorend tot de familie der kluten (Recurvirostridae). De vogel is endemisch in Nieuw-Zeeland, hier is de vogel ook wel bekend onder de Maorische naam Kakī.

## Uiterlijk
De vogels hebben een geheel zwart verenkleed en is ongeveer veertig centimeter groot. De poten van de vogels zijn rood en de snavel is smal en zwart. Jonge zwarte steltkluten hebben zowel zwarte als witte perioden, pas als ze ongeveer achttien maanden oud zijn worden ze helemaal zwart.

## Verspreiding
De vogel kwam vroeger voor op zowel het Noordereiland als het Zuidereiland van Nieuw-Zeeland. In de jaren 1940 bestond de populatie uit 500 tot 1000 exemplaren. In 1981 was dit aantal gedaald tot nog maar 23 exemplaren in het stroomgebied van de rivier de Waikiki op het Zuidereiland. Daarna startte natuurbeschermingsprogramma's in dat gebied.

## Status als ernstig bedreigde vogelsoort
De achteruitgang van het aantal van de zwarte steltkluut heeft verschillende redenen. De belangrijkste is het invoeren van “nieuwe” roofdieren door de Europeanen. Ook is het leefgebied van de vogels veranderd door het bouwen van waterkrachtcentrales. Een andere reden van de achteruitgang is de vermenging van de zwarte steltkluut met de gewone steltkluut. De populatie steltkluten in Nieuw-Zeeland is tegenwoordig een stuk groter, dan die van de zwarte stelkluut. Hierdoor wordt de kans groter dat de zwarte steltkluut een “gewone” steltkluut als partner neemt, dit is ook een van de redenen waarom het aantal achteruit loopt.
Sinds 1982 voert de Nieuw-Zeelandse overheid, gesteund door een aantal wetenschappelijke instellingen waaronder de School of Biological Sciences van de  University of Canterbury in Christchurch, projecten uit tot behoud van de populatie zwarte steltkluten. In gevangschap worden de steltlopers kunstmatig uitgebroed en zodanig behandeld dat de kuikens de alarmroepen herkennen en zich verstoppen om aan predatie te ontkomen. Ook wordt genetisch onderzoek uitgevoerd om te voorkomen dat inteelt optreedt. Dit alles met het doel de wilde populatie aan te vullen met vogels die zich in het wild kunnen handhaven en voortplanten. Hybridisatie met de gewone steltkluut moet voorkomen worden. Gestreefd wordt naar de instelling van een leefgebied op een eiland dat vrij is van roofdieren waar de populatie zich op een natuurlijke manier kan handhaven.
In 2001 waren er nog maar zeven paren zwarte steltkluten in de volledig wilde populatie. Rond 2005 steeg dit aantal tot 11 en werden steeds meer vogels in gevangenschap gekweekt. In 2012 groeide de populatie dankzij deze aanvullingen tot 130 vogels en in datzelfde jaar konden nog eens 70 zwarte steltkluten worden losgelaten die waren opgekweekt. In 2017 bedroeg het aantal 106, merendeels dankzij het loslaten van in gevangenschap uitgebroede vogels. Omdat de vogel op deze wijze nog steeds afhankelijk is van kostbare natuurbeschermingsmaatregelen, staat hij als ernstig bedreigd ("kritiek") op de Rode Lijst van de IUCN.